# بدو وادي الخشابة (الوضيع)

تعديل مصدري - تعديل

بدو وادي الخشابه هي إحدى قرى عزلة  الوضيع بمديرية الوضيع التابعة لمحافظة أبين، بلغ تعداد سكانها 19 نسمة حسب تعداد اليمن لعام 2004.